# Pavlína Danková
Pavlína Danková (* 24. Oktober 1963 in Český Těšín) ist eine tschechische Fernsehmoderatorin, Dramatikerin und Pressesprecherin.

## Leben und Karriere
Pavlína Danková stammt aus Havířov. Dort ging sie auch zur Schule. Nach dem Abschluss des Gymnasiums wollte sie an der Theaterfakultät der Akademie der Musischen Künste in Prag (DAMU) studieren, fiel aber in den Aufnahmeprüfungen durch. Sie schloss die Komenský-Universität mit dem Magister ab. Sie studierte auch Schauspielkunst am Prager Jaroslav-Ježek-Konservatorium.
Pavlína Danková begann ihre Berufslaufbahn im Prager Fernsehen. Von 1998 bis 2011 arbeitete sie als Moderatorin auf TV Nova. Zurzeit ist sie als Pressesprecherin im Universitätskrankenhaus Motol tätig.

## Persönliches
Pavlína Danková ist geschieden und hat einen Sohn.
2011 gab sie öffentlich bekannt, dass sie an Brustkrebs erkrankt war. Nachdem sie sich von ihrem Ehemann getrennt hatte, verkehrte sie mit dem tschechischen Politiker Zdeněk Schwarz. Seit 2011 ist sie mit dem Manager einer tschechischen Versicherung Milan Beneš liiert.